# Rio Audia
O Rio Audia é um rio da Romênia afluente do rio Hangu, localizado no distrito de Neamţ.